# Nurit Hirsh
Nurit Hirsh (Tel Aviv, 1942) es una compositora, arreglista y directora de orquesta israelí. Ha creado alrededor de mil canciones en hebreo, su lengua materna.

## Biografía
Nurit Hirsh estudió en la Academia de Música de Tel Aviv, especializándose en piano. Ella además estudió composición con Mordecai Seter, orquestación con Noam Sheriff, y conducción con Laslo Rott. También estudió clarinete con Yaacov Barnea, de la Orquesta Filarmónica de Israel. Cabe destacar también, que ella realizó el servicio militar en las Fuerzas de Defensa de Israel. Nurit empezó a componer mientras cumplía con el servicio, debutando con Perach Halilach compuesto en 1965 con letra de Uri Asaf, y que se hizo famoso por la cantante Chava Alberstein.

## Carrera musical
Hirsh ha ganado premios en Grecia, Brasil, Chile, Japón, Portugal, Malta, Irlanda y la ex-Yugoslavia. En 1973, su canción Ey Sham, cantada por Ilanit, obtuvo el 4°puesto en el Festival de la Canción de Eurovisión de ese año, celebrado en Luxemburgo. Ella compuso la canción y dirigió la orquesta.
Tiempo después, en el Festival de la Canción de Eurovisión 1978, dirigió la orquesta para la canción A-ba-ni-bi, interpretada por Izhar Cohen y Alphabeta, obteniendo el 1°puesto.
Hirsh ha creado bandas sonoras para catorce filmes israelíes, como por ejemplo Lupo!, Katz and Karassoy Behind Walls. The Policeman, fue nominada a la mejor película extranjera en los Academy Awards 1972. Ella además dirigió el musical Sallah Shabati durante tres años consecutivos en el teatro nacional de Israel, Habima.
Ella a menudo ha colaborado con Ehud Manor, y juntos han compuesto muchas canciones, como por ejemplo Habatim Shenigmeru Leyad Hayam, Bashanah Habaah, Lalechet Shevi Acharayich, y otros éxitos más, siendo muchos de ellos interpretados por Ilanit, Ofra Fuchs and Rivka Zohar. Nurit también es conocida por Ose Shalom Bimromav, compuesta para el 1°Hasidic Song Festival, celebrado en 1969. Varias de sus melodías se han vuelto parte de las liturgias de las sinagogas y comunidades judías alrededor del mundo.

## Premios
Hirsh ganó en 2001, a través de la ACUM (Association de Compositores, Autores y Publicistas de la Música de Israel) un reconocimiento por sus canciones; en 2006 un reconocimiento por parte de la Bar-Ilan University; y en 2006 el Premio a la Mujer del Año por parte del Club de Leones de Israel.